# Karol Zaleski (fitopatolog)

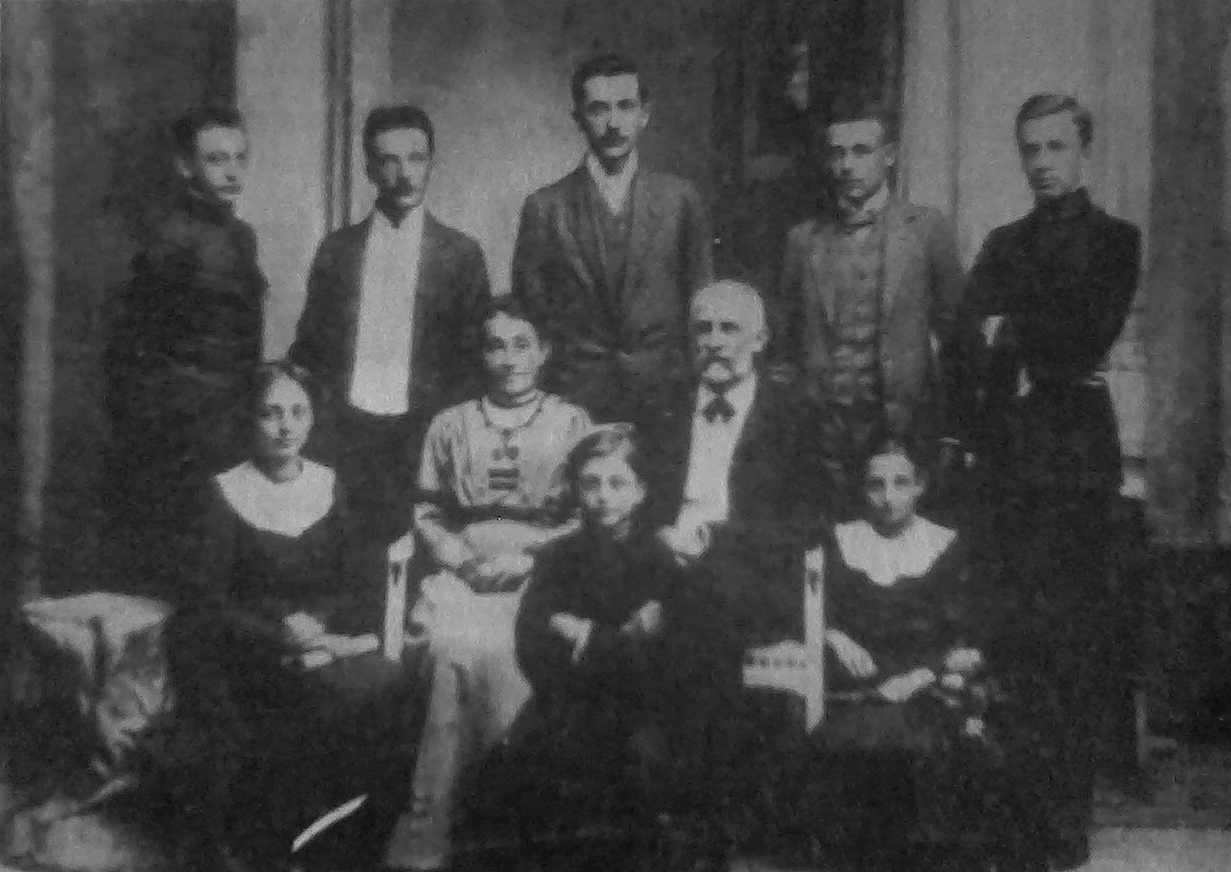
Rodzina Zaleskich (ok. 1906-1912)

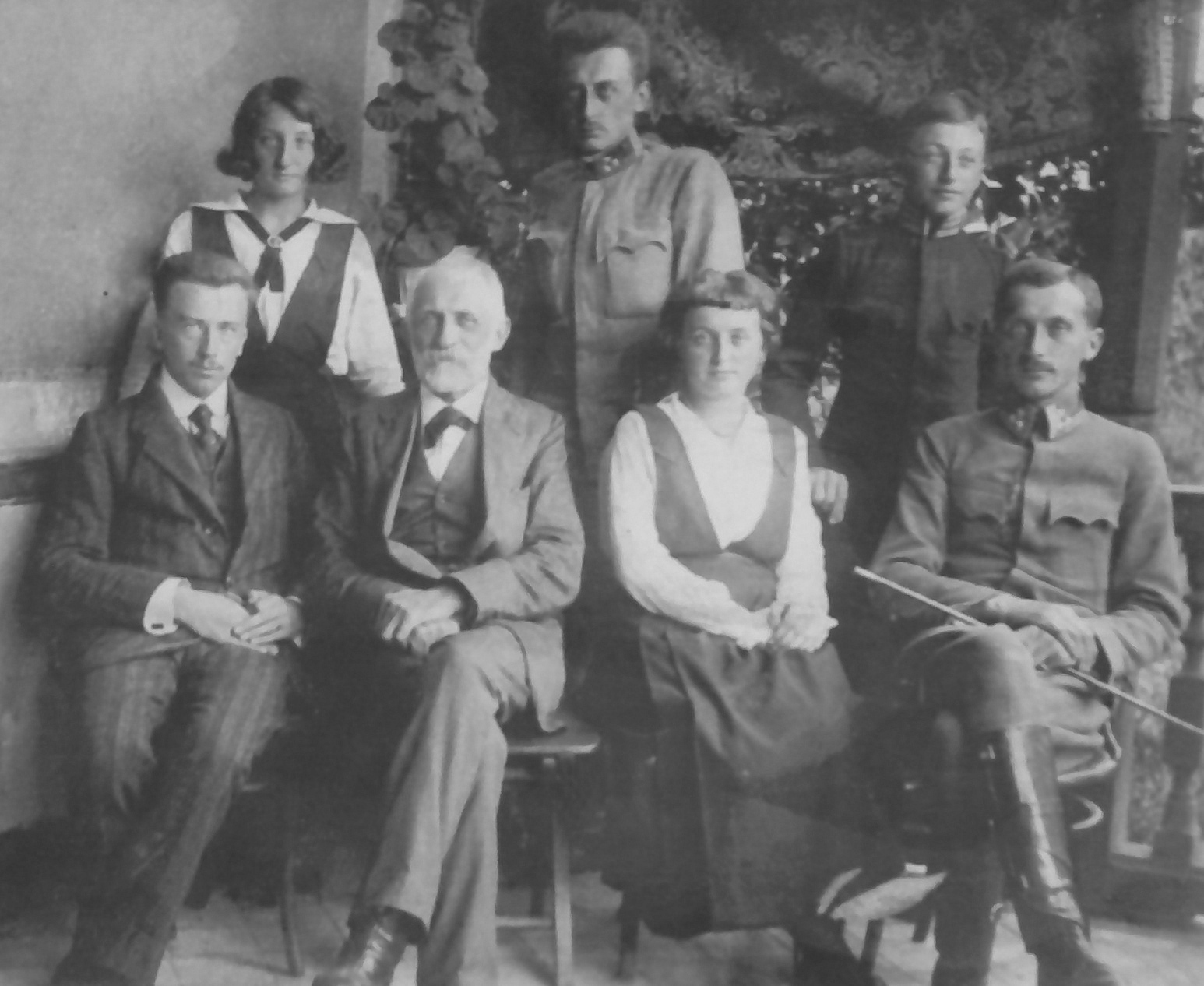
Rodzina Zaleskich (ok. 1912-1918)

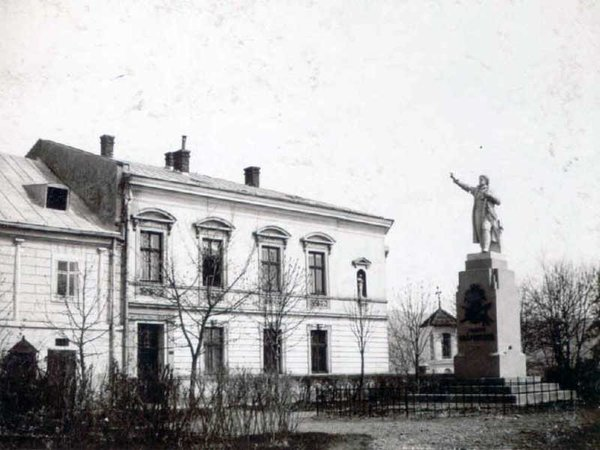
Willa Zaleskich w Sanoku w 1. poł. XX wieku

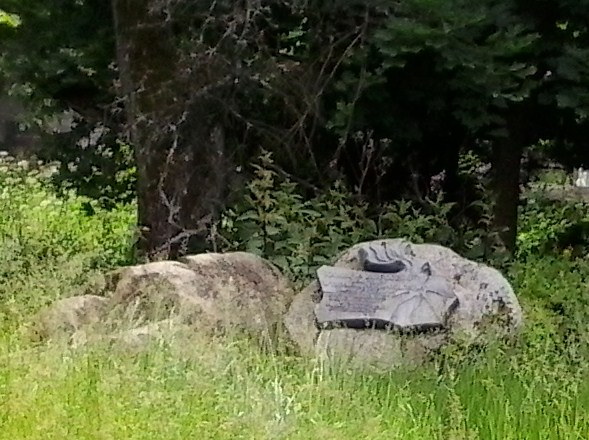
Głaz pamiątkowy w Hucie Pustej

Karol Wilhelm Zaleski herbu Jelita (ur. 27 listopada 1890 w Sanoku, zm. 19 lipca 1969 w Poznaniu) – polski profesor, fitopatolog, żołnierz, działacz harcerski i polonijny podczas I wojny światowej.

## Życiorys
Karol Wilhelm Zaleski urodzi się 27 listopada 1890 w Sanoku. Wnuk Ludwika Zaleskiego z Mikuliczyna, powstańca listopadowego, syn lekarza i społecznika Karola Zaleskiego (1856-1941) i nauczycielki Wilhelminy z domu Leixner (1859–1912). Miał ośmioro rodzeństwa: (pięciu braci i trzy siostry), byli to kolejno Tadeusz (ur. 1887), Juliusz (ur. 1889), Zygmunt Jan (ur. 1892), Władysław (ur. 1894), Maria Elżbieta (1896-1967, po mężu Hanus), Jakub (ur. 1899), Jadwiga (ur. 1900) i Zofia Ludwika (1903-1906, zmarła w dzieciństwie na zapalenie opon mózgowych). Rodzina zamieszkiwała w tzw. Willi Zaleskich. Dwóch z jego braci, Juliusz i Jakub w 1940 zostało ofiarami zbrodni katyńskiej.
W 1909 zdał z odznaczeniem egzamin dojrzałości w C.K. Gimnazjum w Sanoku (w jego klasie byli m.in. Karol Friser, Jakub Mikoś, Władysław Owoc, Jan Scherff, Stanisław Sinkowski, Zygmunt Wrześniowski). Uchwałą z 1911 został uznany przynależnym do gminy Sanok. Od 1912 był członkiem Polskiego Towarzystwa Gimnastycznego „Sokół” w Dublanach. W 1913 ukończył Akademię Rolniczą w Dublanach, po czym rozpoczął studia teologiczne w Krakowie.
Po wybuchu I wojny światowej powracając z kuracji we Freiburgu zatrzymał się w Krakowie pod koniec sierpnia 1914. Przyłączył się do werbunku TG „Sokół”. Przystąpił do Legionu Zachodniego. 4 września 1914 wstąpił do Legionów Polskich, zostając żołnierzem 3 plutonu 7 kompanii II batalionu w 2 Pułku Piechoty w składzie I Brygady. Brał udział w walkach w Karpatach. Służył w 7 kompanii 3 Pułku Piechoty w składzie II Brygadzie Legionów Polskich. Skierowany do walk w rejonie Marmarosz-Sziget, brał udział w bojach na Przełęczy Panterpas. Po bitwie pod Mołotkowem 29 października 1914 dostał się do niewoli rosyjskiej. Początkowo był przetrzymywany w obozie Buj (Gubernia kostromska), od kwietnia w Zichniewie (Gubernia tambowska), a od lata 1915 w obozie Skobielew (Obwód fergański, Turkiestan), otrzymując numer więźniarski 13408. Tam pozostawał przez kolejne trzy lata. Podczas osadzenia wykładał w tamtejszym Uniwersytecie Ludowym oraz działał na rzecz miejscowej Polonii. Używając sfałszowanych dokumentów zbiegł z obozu 23 kwietnia 1918, po czym dotarł do Samary, gdzie następnie przebywał u spotkanego tam brata Tadeusza, który jako jeniec z armii austriackiej, pracował w charakterze lekarza w samarskim szpitalu. Działał w tamtejszym Domu Polskim. W sierpniu 1918 obaj zgłaszają się w Samarze do punktu zbornego, zorganizowanego przez Polski Komitet Wojenny w Rosji. 6 października Karol i Tadeusz Zaleski z rodziną opuścili pociągiem wraz z ochotnikami polskimi Samarę, po czym żołnierze zostali wysadzeni w Nowonikołajewsku na Syberii. Tam była formowana 5 Dywizja Syberyjska. 2 kwietnia 1919 Karol Zaleski został mianowany kapralem, po czym skierowany do Polskiego Komitetu Wojennego, utworzył przy nim Sekcję Harcerstwa Polskiego i został jej szefem. Tworzył Naczelną Komendę Harcerstwa Polskiego będąc referentem, został redaktorem naczelnym dwutygodnika „Harcerz Polski na Syberii”, wydawanego od 3 maja do września 1919 (łącznie pięć zeszytów), wszedł w skład komendy utworzonego 22 czerwca 1919 w Nikołajewsku obozu harcerskiego dla chłopców i dziewcząt, objeżdżając do jesieni 1919 Daleki Wschód prowadził działalność wychowawczą (m.in. w Krasnojarsku, Mandżurii, Harbinie, Władywostoku), wygłaszając tam odczyty i przemówienia, zakładając nowe drużyny harcerskie, był organizatorem obozów letnich, kursów instruktorskich, bursy harcerskiej. Do 1 grudnia 1919 pełnił funkcję pełnomocnika NKHP, po czym został instruktorem w Okręgu Harcerskim Dalekiego Wschodu, opracowując w tym charakterze raport o stanie polskiego harcerstwa na Dalekim Wschodzie, przekazany do harcerskich władz centralnych w Warszawie. W kolejnych miesiącach przebywał we Władywostoku, gdzie od kwietnia 1920 ponownie służył w 5 Dywizji. 20 czerwca 1920 odpłynął z Władywostoku na statku „Neise Maru”, którym dotarł do Japonii, a stamtąd statkiem „Woroneż” (zarekwirowany przez Brytyjczyków, na pokładzie którego było ok. 1500 ludzi, z czego 1000 żołnierzy łotewskich oraz ok. 500 żołnierzy polskich wraz z rodzinami; wśród nich nie było Tadeusza Zaleskiego, który na Syberii służył w szeregach 5 Dywizji Syberyjskiej, zmarł w 1920 wszczepiając sobie próbnie szczepionkę przeciw tyfusowi), przez Ocean Spokojny, Singapur, Ocean Indyjski, Morze Czerwone, Kanał Sueski, Morze Śródziemne, Ocean Atlantycki, kanał La Manche, aż do Zatoki Gdańskiej (przez cały wielomiesięczny rejs Zaleski odgrywał ważną rolę w życiu kulturalnym, wygłaszał m.in. mowy podczas pogrzebu morskiego czy w trakcie pożegnania polsko-łotewskiego u kresu podróży). 29 września 1920, sześć lat po wyjeździe wraz z legionistami do Węgier, stanął na polskiej ziemi w porcie Leniwka w Gdańsku. Po pobycie w Warszawie, jako kapral 2 kompanii batalionu 5 Dywizji Syberyjskiej został zwolniony ze służby wojskowej, 15 października 1920 przybył do domu rodzinnego w Sanoku.
W niepodległej II Rzeczypospolitej Od 1920 studiował filologię polską na Uniwersytecie Jana Kazimierza we Lwowie, jednocześnie był asystentem na Politechnice Lwowskiej. W 1921 przeprowadził się do Poznania i rozpoczął pracę w Zakładzie Botaniki Ogólnej i Fitopatologii Wydziału Rolno-Leśnego Uniwersytetu Poznańskiego. W 1926 uzyskał tytuł naukowy doktora rolnictwa na podstawie pracy pt. „O znalezionych w Polsce gatunkach z grupy Penicilium Link”. Został stypendystą Funduszu Kultury Naukowej, dzięki czemu odbył studia w Belgii i Stanach Zjednoczonych od 1930 do 1931. W 1935 habilitował się z fitopatologii. Dalsze staże odbywał w Holandii, Niemczech i Danii. Do końca lat 30. działał w gronie byłych harcerzy-sybiraków. Będąc docentem uniwersytetu w Poznaniu uchwałą z 1937 został uznany przynależnym do gminy Sanok.
Podczas II wojny światowej został wysiedlony na wschód. Pracował wówczas i po wojnie jako inspektor Izby Rolniczej w Lublinie oraz profesor na Uniwersytecie Marii Curie-Skłodowskiej w Lublinie (do maja 1945), organizując Katedrę Chorób Roślin. Następnie powrócił do Poznania na tamtejszy uniwersytet. W latach 1946–1955 był kierownikiem Oddziału Instytutu Ochrony Roślin w Gorzowie. Od 1947 został kierownikiem Zakładu Fitopatologii na Akademii Rolniczej w Poznaniu, w 1948 otrzymał tytuł profesora nadzwyczajnego, po czym został kierownikiem nowo utworzonej Katedry Fitopatologii. W 1957 otrzymał tytuł profesora zwyczajnego. Na przełomie 1961/1962 przeszedł na emeryturę, mimo tego dalej pracował. W 1951 był promotorem pracy doktorskiej swojego ucznia Stanisława Domańskiego.
Był członkiem Polskiego Towarzystwa Botanicznego, Poznańskiego Towarzystwa Przyjaciół Nauk, Polskiego Towarzystwa Przyrodników im. Mikołaja Kopernika. Był autorem wielu prac badawczo-doświadczalnych, naukowych i popularnonaukowych z zakresu fitopatologii, mykologii, ochrony roślin.
W publikacji pt. Księga pamiątkowa Gimnazjum Męskiego w Sanoku 1888–1958 ukazał się jego artykuł pt. Tradycje Powstania Styczniowego (wspomnienia z lat chłopięcych w Sanoku). Wspomniał w nim o uczestnikach powstania 1863: nauczycielach sanockiego gimnazjum Auguście Mroczkowskim i Antonim Gołkowskim-Strzemieńczyku oraz lekarzu dr. Janie Jodłowskim.
Zamieszkiwał przy ulicy Śląskiej 5 w Poznaniu. Zmarł 19 lipca 1969. Został pochowany na Cmentarzu parafialnym św. Jana Vianneya w Poznaniu. W tym miejscu zostali także pochowani Stefania (zm. 1965), Anna (zm. 2009), Stanisław (zm. 2016), Andrzej (zm. 2017).
Karol Zaleski miał syna Jana Zygmunta.

## Odznaczenia i nagrody
- Krzyż Oficerski Orderu Odrodzenia Polski (1956).
- Nagroda naukowa województwa poznańskiego.
- Polskie Towarzystwo Fitopatologiczne uznało Karola Zaleskiego za jednego z twórców fitopatologii polskiej.